# Horemheb

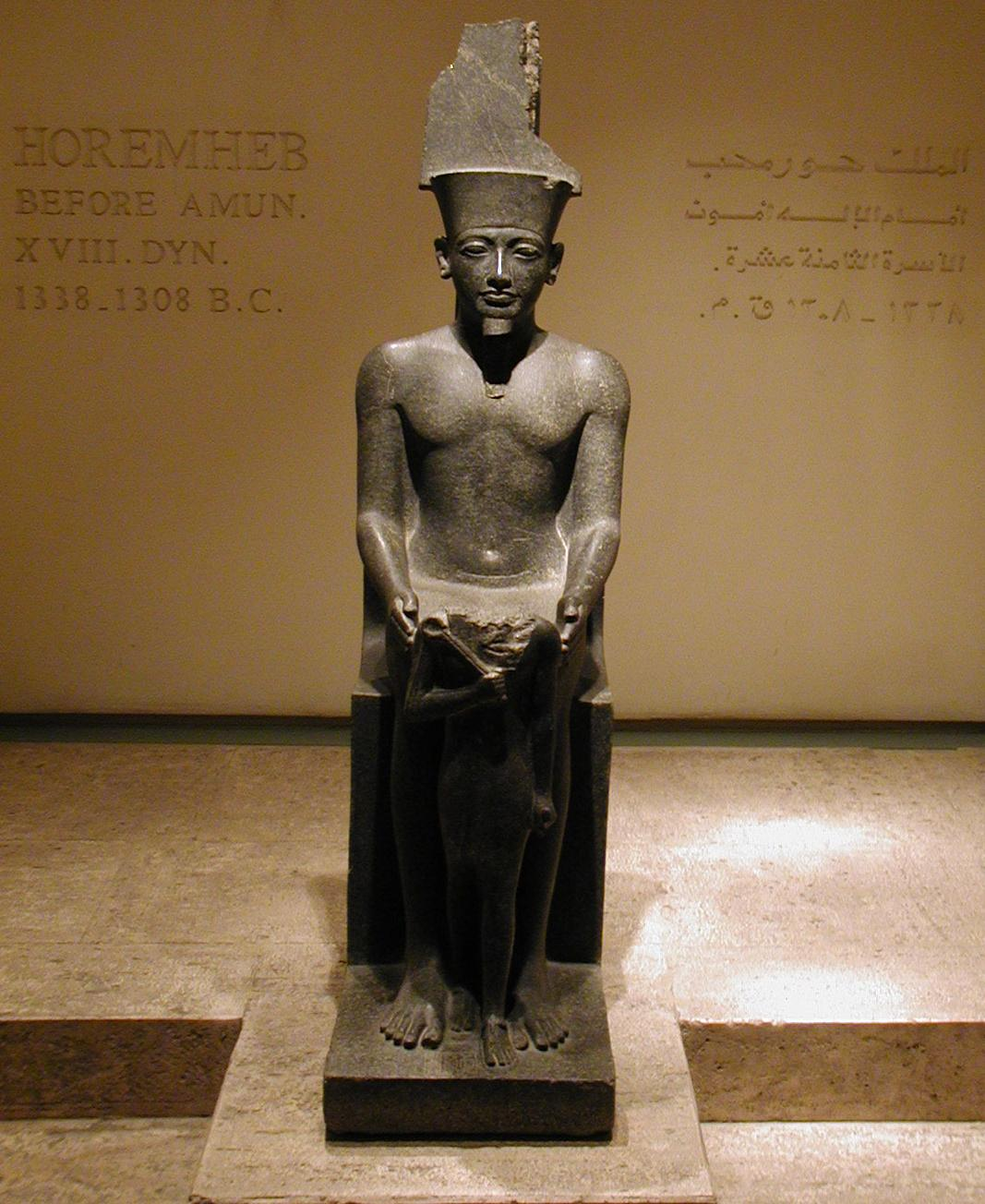
Horemheb al Museu de Luxor.

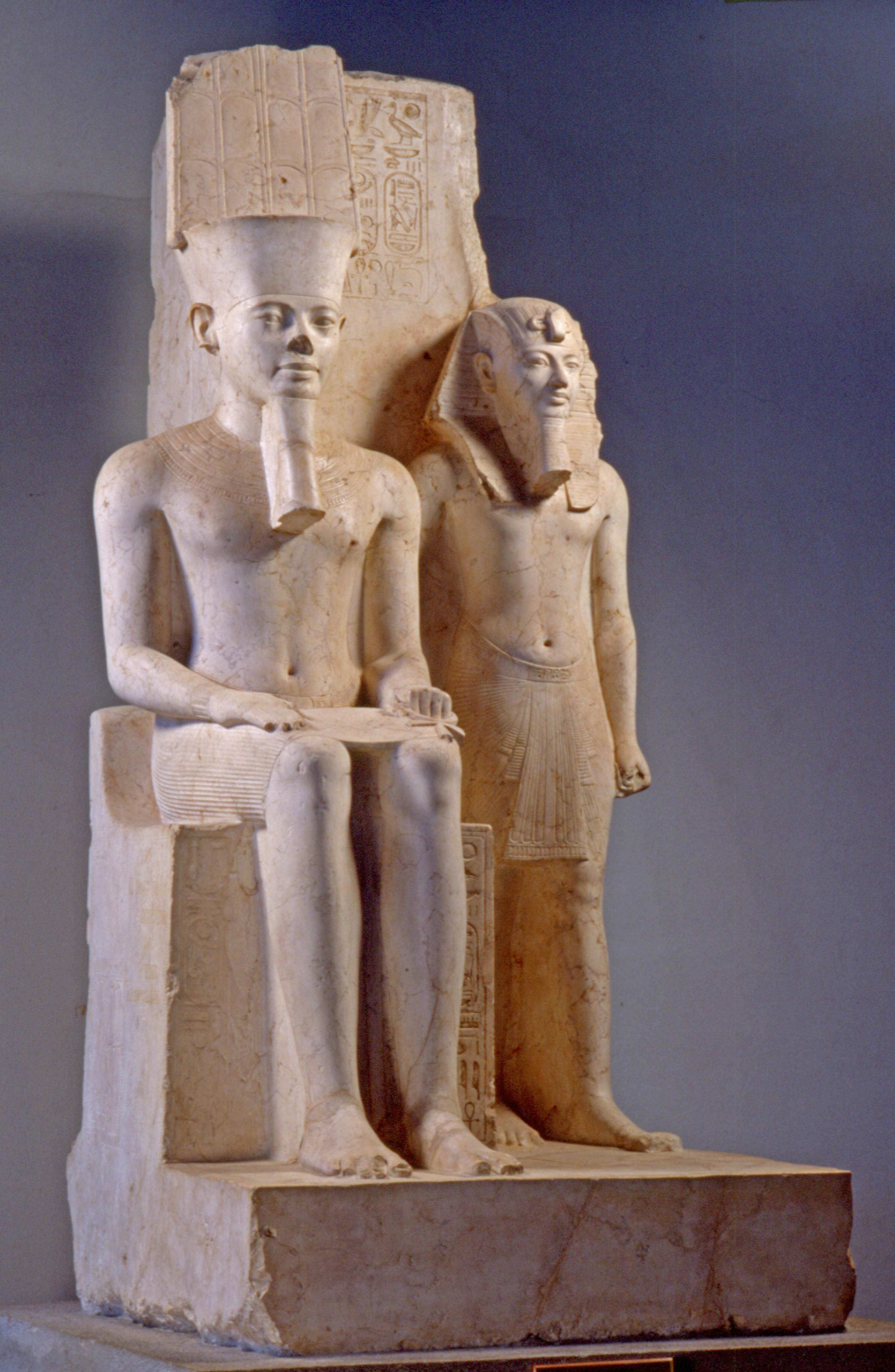
Estàtua del rei Horemheb amb el déu Amon. Museu Egipci (Torí), col·lecció Drovetti.

Horemheb fou un faraó de la dinastia XVIII d'Egipte. Se sap que era un general originari d'Heracleòpolis i probablement es va casar amb Mutnedjmet, filla d'Ay. El seu nom Sa Ra (personal) era Horemheb Meryamon ('Horus està satisfet, estimat d'Amon'). El seu nom de tron fou Djeserkheperure Setepenre, que vol dir 'Santes són les manifestacions de Ra', 'Escollit de Ra'.
Com a general va servir sota Amenofis III, Akhenaton i Tutankhamon, durant uns 30 anys; així doncs, cal suposar que va arribar al tron amb uns 55 anys. Durant el regnat d'Akhenaton, va esdevenir gran comandant de l'exèrcit. En el regnat de Tutankhamon, va col·laborar amb el seu sogre en la regència del regne. Es va casar primer amb Amònia, d'origen desconegut, i després amb Mutnodjmet, filla d'Ay, si bé els historiadors no estan d'acord en si aquest casament fou en temps d'Akhenaton, o fins i tot després de la mort d'Ay. De la seva mòmia, Mutnodjmet resulta tenir uns 45 anys i hauria mort en intentar parir un fill, el tretzè any del regnat d'Horemheb (tretze anys, més quatre d'Ay, mes uns 10 de Tutankhamon, Mutnodjmet hauria tingut 18 anys a la mort d'Akhenaton, quan ja podia portar uns anys casada).
Durant el regnat de Tutankhamon segurament va dirigir una expedició a Síria. Mort Tutankhamon, el país va entrar en guerra amb els hitites per la mort del fill del rei hitita, i els hitites van obtenir una victòria a Amqa, però es desconeix si Horemheb era al front dels egipcis llavors i quant va durar la campanya.
A la mort d'Ay es va fer proclamar rei. Hi tenia dret, ja que com a gendre del difunt podia accedir a la corona; ara bé, es desconeix si Ay tenia fills o si hi havia altres princeses amb millor dret i, fins i tot, si ja estava casat amb la filla d'Ay. Això fou vers el 1320 aC i el seu regnat va durar entre 25 i 30 anys. Una estàtua, actualment a Torí, el presenta com a elevat al tron per Horus, cosa que seria una justificació de la seva usurpació.
Durant el seu regnat, es va intentar eliminar el període d'Amarna de la història d'Egipte; els monuments i inscripcions en van eliminar tota referència, i fou un restaurador de temples d'Amon i dels seus sacerdots. Nomenà molts militars de confiança com a sacerdots. El temple d'Aton a Karnak fou demolit i les pedres reutilitzades en construccions dedicades a Amon. Va usurpar nombrosos monuments d'Amenofis III I Tutankhamon.
Un estela a Karnak esmenta els esforços del rei per controlar els excessos dels servidors de l'estat i estableix els càstigs (durs) pels que siguin trobats culpables de corrupció, incloent-hi requises de vaixells i esclaus, robatori de ramats, taxes il·legals als grangers privats, establiment de taxes fraudulentes, extorsió de caps locals per oficials reials encarregats d'organitzar la visita anyal del rei al festival Opet; els càstigs eren: el nas tallat i desterrament per als oficials, i càstigs de cops de fuets o similars als soldats. Aquestes pràctiques corruptes s'haurien desenvolupat perquè, en tancar els temples, l'economia basada en el seu funcionament s'havia ensorrat i els oficials havien començar a buscar ingressos per altres llocs. Aquestes reformes, probablement, eren una continuació de les que s'haurien ja iniciat sota Tutankhamon, perquè resulta difícil pensar que no s'havia fet res abans, sobretot tenint en compte que el mateix Horemheb havia format part del govern en el regnat de Tutankhamon i segurament amb Ay.
També es donaven casos de robatoris de tombes. Hi havia un sentiment general que era injust que les riqueses estigueren enterrades amb els faraons en tombes fosques i que valia més que dels objectes en gaudissin els vius. La tomba de Tuthmosis IV, per exemple, fou robada i consta que Horemheb la va restaurar al vuitè any de regnat.
Va dividir l'exèrcit en dos comandaments: el del nord o Baix Egipte i el del sud o Alt Egipte. Horemheb va fer, almenys, una campanya a Síria, però sembla que finalment es va signar un acord amb els hitites. Una inscripció parla també d'una expedició segurament al País del Punt i a un santuari a Silsila (Núbia); es parla d'una campanya a Núbia.
En les cròniques oficials, es diu que va regnar 59 anys, però això inclouria els 25 o 30 que van regnar Akhenaton, Semenkhare i Tutankhamon. Això encara deixaria uns 30 anys, però probablement no va viure tant. Una inscripció en un grafit esmenta el seu 27è any de regnat quan ja era proper a la mort (devia tenir més de 80 anys). No va regnar més de 30 anys. Va morir vers 1295 o 1290 aC sense deixar fills ni hereus, per la qual cosa va designar el seu visir del nord, Paramesse, com a successor. El nou rei va agafar el nom de Ramsès I i va fundar la dinastia XIX.
Horemheb fou enterrat a Saqqara. La tomba d'Horemheb, construïda segurament ja en temps de Tutankhamon, era molt gran i ben decorada amb relleus, i s'hi van fer addicions sent ja faraó. La seva tomba a la vall dels Reis (KV 57) probablement no es va fer servir, ja que la decoració és incompleta. També va usurpar el temple d'Ay a Madinet Habu per a ell mateix i el va reconstruir més gran.